# Naples (Illinois)
Naples és una població dels Estats Units a l'estat d'Illinois. Segons el cens del 2000 tenia 134 habitants.

## Demografia
Segons el cens del 2000, Naples tenia 134 habitants, 45 habitatges, i 32 famílies. La densitat de població era de 86,2 habitants/km².
Dels 45 habitatges en un 51,1% hi vivien nens de menys de 18 anys, en un 46,7% hi vivien parelles casades, en un 17,8% dones solteres, i en un 26,7% no eren unitats familiars. En el 17,8% dels habitatges hi vivien persones soles el 4,4% de les quals corresponia a persones de 65 anys o més que vivien soles. El nombre mitjà de persones vivint en cada habitatge era de 2,98 i el nombre mitjà de persones que vivien en cada família era de 3,27.
Per edats la població es repartia de la següent manera: un 34,3% tenia menys de 18 anys, un 10,4% entre 18 i 24, un 33,6% entre 25 i 44, un 19,4% de 45 a 60 i un 2,2% 65 anys o més.
L'edat mediana era de 30 anys. Per cada 100 dones de 18 o més anys hi havia 104,7 homes.
La renda mediana per habitatge era de 27.083 $ i la renda mediana per família de 26.667 $. Els homes tenien una renda mediana de 42.500 $ mentre que les dones 19.500 $. La renda per capita de la població era de 10.719 $. Aproximadament el 26,7% de les famílies i el 29,3% de la població estaven per davall del llindar de pobresa.

## Poblacions més properes
El següent diagrama mostra les poblacions més properes.